# Anticappella
Az Anticappella egy olasz techno projekt volt. A csapat vezetője Gianfranco Bortolotti, a Cappella együttes alapítója volt. A legismertebb számaik az "Everyday", az "I Wanna Love You" és az MC Fixx It rapper közreműködésével készült "Move Your Body" voltak.

## Diszkográfia

### Stúdióalbumok
| Title        | Album details                                        |
| ------------ | ---------------------------------------------------- |
| Anticappella | - Megjelent: 1998 - Kiadó: ismeretlen - Formátum: CD |

### Kislemezek
| 1991                                                        | "2√231"                                 | —  | —  | 12 | —  | 24 | Anticappella       |
| 1991                                                        | "Everyday"                              | —  | —  | 17 | —  | 45 | Nem album kislemez |
| 1992                                                        | "Movin' to the Beat"                    | —  | —  | —  | —  | —  | Anticappella       |
| 1993                                                        | "I Wanna Love You"                      | —  | —  | —  | —  | —  | Anticappella       |
| 1994                                                        | "Move Your Body" (featuring MC Fixx It) | 21 | 80 | —  | 16 | 21 | Anticappella       |
| 1994                                                        | "Express Your Freedom"                  | —  | —  | —  | 28 | 31 | Anticappella       |
| 1996                                                        | "2√231/Move Your Body" (Remix)          | —  | —  | —  | 45 | 54 | Anticappella       |
| 1998                                                        | "Get Faster"                            | —  | —  | —  | —  | —  | Anticappella       |
| "—" nem szerepelt listán, vagy nem jelent meg az országban. |                                         |    |    |    |    |    |                    |

## Fordítás
- Ez a szócikk részben vagy egészben  az   Anticappella című angol Wikipédia-szócikk fordításán alapul.  Az eredeti cikk szerkesztőit annak laptörténete sorolja fel. Ez a jelzés csupán a megfogalmazás eredetét és a szerzői jogokat jelzi, nem szolgál a cikkben szereplő információk forrásmegjelöléseként.